# Miramichi Bay
Miramichi Bay é um povoado localizado na província canadense de New Brunswick.